# Liste von unbewohnten Inseln und Inselgruppen (Indischer Ozean)
In die Liste von unbewohnten Inseln und Inselgruppen (Indischer Ozean) gehören nur im Indischen Ozean (und seinen Nebenmeeren) gelegene Inseln, Inselgruppen oder Atolle, die entweder noch nie von Menschen bewohnt waren oder seit längerer Zeit nicht mehr dauerhaft besiedelt sind. Befindet sich auf einer Insel lediglich ein Leuchtturm, eine Forschungsstation oder eine ähnliche Einrichtung, gilt die Insel auch dann als unbewohnt, wenn sich dort ab und zu einige Personen aufhalten.
Einzelne Inseln, die zu einer Inselgruppe oder einem aus mehreren Inseln bestehenden Atoll gehören, bitte unterhalb der Bezeichnung der Inselgruppe einfügen.

## Afrika

### Seychellen
- Inner Islands
  - Cousin
  - Cousine
  - Marianne
  - North Island
  - Thérèse
- Outer Islands
  - Aldabra-Gruppe
    - Aldabra
    - Assomption
    - Astove
    - Cosmoledo

  - Alphonse-Gruppe
    - Bijoutier
    - St. François

  - Amiranten
    - Bertaut-Riff
    - Boudeuse
    - Desnœufs
    - Étoile Cay
    - Saint-Joseph-Atoll

  - Farquhar-Gruppe
    - Saint-Pierre

### Südafrika
- Prinz-Edward-Inseln
  - Marion-Insel
  - Prinz-Edward-Insel

### Tansania
- Toten Island

## Asien

### Indien
- Andamanen
  - Barren Island
  - Narkondam
  - South Sentinel Island

### Jemen
- Dschazirat Dschabal at-Tair
  - Darsa

## Australien und Ozeanien

### Australien
- Dampier-Archipel
- Houtman-Abrolhos-Archipel
- Lacepedeinseln
- Peron-Inseln

## Abhängige Gebiete (Indischer Ozean)

### Australien
- Ashmore- und Cartierinseln
- Heard und McDonaldinseln

### Frankreich
- Bassas da India
- Crozetinseln:
  - Îlots des Apôtres
  - Île aux Cochons
  - Île de l’Est
  - Île des Pingouins
- Kerguelen
  - Île Foch
  - Île Howe
  - Île de l’Ouest
  - Île Saint-Lanne Gramont
- Île Saint-Paul

### Großbritannien
- Chagos-Archipel
  - Egmont Islands
  - Great Chagos Bank
    - Danger Island
    - Eagle Islands
    - Nelsons Island
    - Three Brothers

  - Peros Banhos
  - Salomon-Atoll